# Ivan Bedi
Ivan Bedi (Nikšić, 17. studenog 1952.) hrvatski je nogometaš i nogometni trener.
Rođen je u Nikšiću 1952. godine. Nogometnu karijeru započeo je u NK Mladost Ždralovi kraj Bjelovara 1970. godine. Odigrao je za NK Dinamo Zagreb 102 utakmice na poziciji desnog braniča od 1972. do 1979. godine. Još je igrao za FK Borac Banja Luka i FK Kozara Bosanska Gradiška. 
Deset godina nakon igračke karijere, započeo je i trenersku karijeru. Bio je pomoćni trener Dinama od 1992. do 1994. te od 1997. do 2001. godine. Godine 1994. naslijedio je na Miroslava Blaževića i imenovan je novim trenerom zagrebačkog Dinama, a u toj je ulogi proveo samo sedam ligaških utakmica i jednu kup utakmicu prije nego što je dobio otkaz. U ožujku 2003. godine zamijenio je Rajka Magića na klupi Slaven Belupa. Bio je prije na čelu struke kad je NK Slaven Belupo 1997. godine ušao u Prvu HNL, te je bio upamćen po kvalitetnom radu koji je donio vrlo dobre rezultate. Na čelu Farmaceuta debitirao je 5. travnja u prvenstvenoj utakmici protiv Šibenika pobjedom 3:0. U kolovozu 2007. sjeda na klupu Međimurja umjesto Boška Anića. Mjesec dana kasnije, nakon tri poraza, sporazumno je raskinuo ugovor s Čakovčanima. Bio je i trener kluba Fenor Nova Rača.
Bio je predsjednik Stručne komisije Hrvatskog nogometnog saveza, a 2016. preuzeo je dužnost glavnog instruktora Hrvatskog nogometnog saveza.